# Oostelijke nawaga
De Oostelijke nawaga (Eleginus gracilis) is een straalvinnige vis uit de familie van kabeljauwen (Gadidae) en behoort tot de orde van kabeljauwachtigen (Gadiformes). De vis is bij ongeveer 30 cm geslachtsrijp en kan maximaal 55 cm lang en 1,3 kg zwaar worden. De hoogst geregistreerde leeftijd is 12 jaar.

## Leefomgeving
E. gracilis komt zowel in zoet als zout water voor. Ook in brak water is de soort waargenomen. De vis leeft hoofdzakelijk in de Grote Oceaan. Van de Gele Zee bij noordelijk Korea via de Japanse Zee en de Beringstraat tot Victoria-eiland (Noord-Canada). De diepteverspreiding is 0 tot 300 m onder het wateroppervlak.

## Relatie tot de mens
E. gracilis is voor de beroepsvisserij van groot belang.